# 象鼩
象鼩是一類非洲原住的食蟲哺乳動物，屬於象鼩目（Macroscelidea）。牠們有著很像象的長鼻。牠們廣泛分佈在南部非洲，由納米比沙漠至南非及大森林中都有。其中的北非象鼩則生活在非洲西北部半乾旱及多山的地區中。

## 特徵
象鼩的體型由10至30厘米不等，重50克以下至超500克都有。短耳象鼩平均大小為15厘米。所有象鼩都是四足行走的，有像鼠的尾巴，並較長的腳。雖然長鼻各有不同，但都可以扭曲來尋找食物。牠們的壽命約為2-3歲。牠們主要是吃昆蟲及其他細小的生物，尤其是甲蟲、蜘蛛、蠕蟲、蟻及白蟻，大部份都是從葉子堆中找到，另外牠們亦會吃一些種子及嫩枝。牠們像有蹄類般有大的犬齒及高冠的頰齒。牠們的齒式是：上顎1-3.1.4.2；下顎3.1.4.2-3。
雖然大部份象鼩在日間非常活躍，但卻很難見到或捕捉到牠們的蹤影。牠們很小心，懂得如何偽裝及非常熟悉逃避危險。有幾種會在矮樹叢中開出一連串的路徑，並會在當中尋找食物。若牠們受到騷擾，就會立即沿路徑逃走。
象鼩並非高度群居的動物，很多都是一對生活的，共同保護領土。牠們會用臭腺來劃分自己的領地。東非象鼩屬會在泥土挖像袋貍款式的細小圓錐穴，但其他的則會利用天然裂縫或以樹葉築巢。
雌性的妊娠期為45-60日，一年會生育幾次，每胎約有1-3隻幼鼩。幼鼩出生時相對的較發育健全，但仍會留在巢中幾日才出外。

## 分類
以往象鼩都是與鼩鼱及刺蝟分類在食蟲目之下，是有蹄類的遠親。但分子證據顯示象鼩應與馬島蝟科、金毛鼴科及以往被認為是有蹄類的蹄兔、海牛目、土豚及象歸入非洲獸總目中。
一些象鼩的化石亦被發掘出來，都是從非洲發現的。如Myohyrax很像野兔，而其他的如Mylomygale則很像齧齒目。這些不尋常的形態都於更新世前滅絕了。

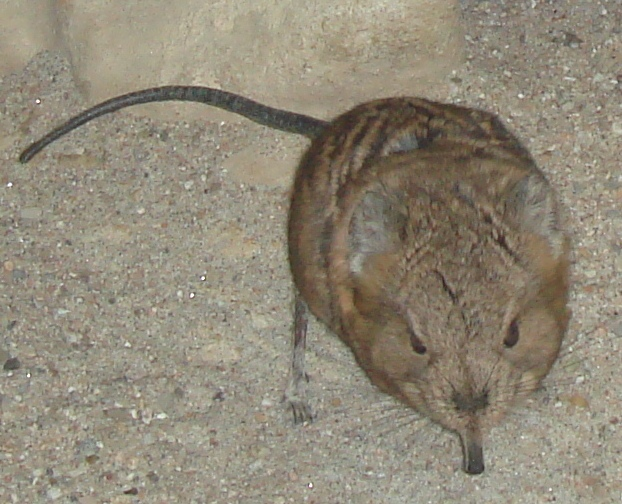
法蘭克福動物園內的象鼩。

象鼩共有4個屬及十多個物種，當中有兩屬是單型的。其分類如下：
- 象鼩屬（Elephantulus）
  - 短鼻象鼩（E. brachyrhynchus）
  - 埃氏象鼩（E. edwardii）
  - 褐足象鼩（E. fuscipes）
  - 贊河象鼩（E. fuscus）
  - 沙地象鼩（E. intufi）
  - 裸尾象鼩（E. myurus）
  - 里氏象鼩（E. revoili）：学界自1968年后就再没见过，但2019年又重新在吉布提发现。
  - 赤象鼩（E. rufescens）
  - 岩象鼩（E. rupestris）
- 巨泡象鼩屬（Macroscelides）
  - M. micus[9]
  - 短耳象鼩（M. proboscideus）
- 岩象鼩屬（Petrodromus）
  - 四趾岩象鼩（P. tetradactylus）
- Petrosaltator
  - 北非象鼩（P. rozeti）
- 東非象鼩屬（Rhynchocyon）
  - 金臀象鼻鼩（R. chrysopygus）
  - 東非象鼩（R. cirnei）
  - 黑象鼩（R. petersi）
  - 灰脸象鼩 (R. udzungwensis)[10]

## 外部連結
- Elephant Shrew: Wildlife summary from the African Wildlife & Reptiles Foundation（页面存档备份，存于）
- California Academy of Sciences: Elephant-Shrews
- New Species Of Giant Elephant-shrew Discovered（页面存档备份，存于）